# Norton (vitigno)
Il Norton, conosciuto anche come Cynthiana, è un vitigno a bacca nera. Unica varietà di rilievo ritenuta ibrido naturale di Vitis aestivalis con Vitis vinifera cv. Enfarinè noir, è oggi la più antica originale nordamericana in coltivazione commerciale.

## Caratteristiche
La vite Norton-Cinthiana è una vite con grappolo a bacca nera, a fioritura perfetta (ermafrodita) con bacche tonde, piccole, molto ricche di antociani, a superficie pruinosa.
Il grappolo è cilindrico allungato, piccolo, 15-16 cm di lunghezza, poco o nulla alato, di media densità; il peduncolo è molto lungo (quasi pari alla lunghezza del grappolo).
Le bacche sono bluastre, molto robuste.
È forse l'unica vite di origine naturale americana di livello eccellente per la produzione di "vino" di alta qualità.
Le foglie sono piuttosto grosse e con struttura grezza (lamina fogliare robusta), hanno superficie rugosa, sono poco lobate e di colore relativamente chiaro, divergono sostanzialmente dalla specie botanica ritenuta di origine, che peraltro ha ampia variabilità. Gli steli erbacei in lignificazione hanno una inconsueta tonalità di colore violetto.
I due nomi (Norton-Cynthiana) sono dovuti al fatto che i due vini prodotti, il Norton corposo e forte, il Cynthiana frizzante ed amabile, si riteneva che fossero ottenuti da varietà di vite completamente diverse.
Accertamenti approfonditi effettuati esaminando il corredo genetico hanno chiarito invece che la varietà è la stessa, sono invece diversi gli ambienti di coltivazione ed i sistemi di vinificazione.
L'uva del vitigno Norton ha caratteristiche eccellenti, tali da produrre fermentati di alta qualità, con buon corpo, aromi, ed equilibrio dei componenti. I vini prodotti possono essere sia corposi e sapidi da invecchiamento ("vino" Norton), che amabili o mossi, ("vino" Cynthiana). Il prodotto è del tutto esente dallo spiacevole sapore "volpino" (foxy) che caratterizza altre Specie di vitigni americani.
L'uva è completa per livello di acidità, sostanze stabilizzanti, coloranti e conservanti, tale da permettere un ottimo invecchiamento del vino, ha inoltre un ottimo livello di grado zuccherino. Per proprie caratteristiche, (percentuale in bucce e semi) le rese in succo sono piuttosto basse.

## Storia
Il nome Norton deriva dal Dottor Daniel Norborne Norton, medico ed appassionato giardiniere a Richmond, Virginia (Stati Uniti), che iniziò la commercializzazione del vino da tale uva nel 1830.
Non è noto se la vite del Dottor Norton fosse il risultato di una selezione da lui praticata sulla specie botanica di Vitis cinerea, o se fosse invece probabilmente un ibrido naturale, ovvero praticato da altri.
Si ritiene oggi, sulla base dell'esame del corredo genetico, come prodotta da impollinazione (probabilmente naturale) proveniente da Vitis aestivalis, verso un esemplare di vinifera (Enfarinè noir), un vitigno di origine francese coltivato in inizio del 1800 in Virginia nei tentativi poi falliti per le note malattie crittogamiche, di coltivazione in suolo americano orientale di normali viti europee. A margine si noti che la prole da semi di Norton è per il 30% a bacca bianca, mentre le specie di Vitis americane sono al 99,9% (se non al 100%) a bacca nera. La prole a bacca bianca è evidente eredità degli antenati di vinifera europea.<references/http://davisvines.com/Norton.html {{Webarchive|url=https://web.archive.org/web/20190720065148/http://davisvines.com/Norton.html |date=20 luglio 2019 }}>
La coltivazione della varietà Norton subì un durissimo colpo con l'avvento del proibizionismo negli Stati Uniti, in seguito al quale fu estirpata dalle vigne e sostituita dal vitigno Concord, sempre di origine americana, inadatto alla fermentazione, ma adatto per succhi e composte.
Solo dopo il proibizionismo la vite fu reimpiantata, e costituisce attualmente il principale vitigno da vino di alta qualità del Missouri e della Virginia,
La varietà Norton è l'unico caso storico di vite in qualche modo "americana" in grado di produrre un vino del livello di quella europea.
Solo con l'avvento delle ibridazioni attuali sono state realizzate ibridazioni in California tra Norton e vinifera Cabernet Sauvignon, producendo vitigni da vino rosso di ottima qualità come il Crimson Cabernet.<references/http://davisvines.com/Norton.html {{Webarchive|url=https://web.archive.org/web/20190720065148/http://davisvines.com/Norton.html |date=20 luglio 2019 }}>

## Coltivazione
La maggiore coltivazione attuale della Norton-Cynthiana si ha in Virginia ma soprattutto in Missouri ed Arkansas, soprattutto ad opera di viticoltori di origine tedesca.
La Norton ha cattiva resistenza ai comuni terreni calcarei da vigna europei, è invece adatta agli ambienti umidi o freddi ma con buona insolazione, con terreno neutro o sub acido.
La vite ha sistemi di propagazione non molto agevoli, infatti presenta notevoli difficoltà di radicazione da semplice talea invernale. Esiste discreta possibilità di taleaggio verde, ma con costi e cure superiori.
Si propaga agevolmente per propaggine.
Ha da buona ad ottima resistenza alle normali patologie micotiche e parassitarie come altri vitigni americani, è particolarmente elevata la resistenza all'oidio.